# 에스폴리텍
에스폴리텍(S Polytech Co. Ltd.)는 대한민국의 엔지니어링 플라스틱 기업이다. 본사는 충청북도 진천군 덕산읍 신척리 425-28에 위치해 있다. 대표이사는 이혁열이다. 산업용 플라스틱, LCD 도광판 등 광 학용 시트·필름 사업을 영위한다
2012년 태양광모듈용 EVA 복합시트의 특허를 획득하였다

## 같이 보기
- 플라스틱

## 참고 문헌
1. ↑  임은경, 한국IR협의회 기술분석보고서-에스폴리텍, 2021.08.05[깨진 링크(과거 내용 찾기)]
2. ↑  이혁렬 에스폴리텍 대표 “남성 직원 육아휴직 도울 것”, 국민일보, 2018-11-26
3. ↑  실적 개선 기대감↑' 에스폴리텍 주가 25%대 급등, 2023년 11월 17일
4. ↑  태양광 관련주 에스폴리텍, 오후 주가 시황 살펴보니, 2022년 6월 7일